# Myrocarpus venezuelensis
Myrocarpus venezuelensis är en ärtväxtart som beskrevs av Velva Elaine Rudd. Myrocarpus venezuelensis ingår i släktet Myrocarpus och familjen ärtväxter. Inga underarter finns listade i Catalogue of Life.